# Cylisticus major
Cylisticus major är en kräftdjursart som beskrevs av Radu 1951. Cylisticus major ingår i släktet Cylisticus och familjen Cylisticidae. Inga underarter finns listade i Catalogue of Life.